# 永代所有財産解放令

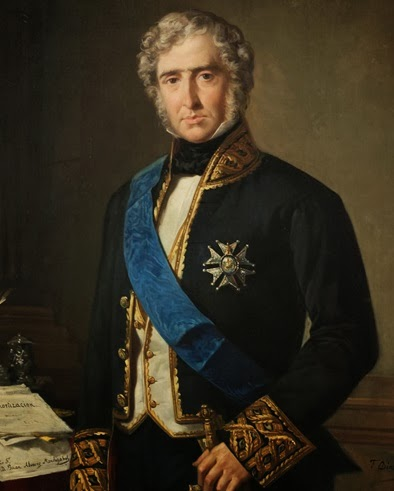
スペイン宰相メンディサバル

永代所有財産解放令 （-えいだいしょゆうざいさんかいほうれい、Desamortización）は、18世紀後半から20世紀初頭にかけ、幾度か出されたスペインの法令の名前。最も有名なのは1835年から1837年にかけ、スペイン首相フアン・アルバレス・メンディサバルが出した法令で、メンディサバル法（Desamortizacion Ecclesiastica de Mendizabal）の別称で知られる。他の国でも同様の現象が起きた。
メンディサバル以前にも、カルロス3世・カルロス4世時代にイエズス会の財産没収が行われた。ホセ1世（ジョゼフ・ボナパルト）も、フランス軍の経費接収目的で教会財産没収を行った。
公共の土地、永代所有されてきた非生産的な土地（大半はカトリック教会、修道会や上級貴族が多くの遺産や寄付を通じて代々所有していた）を没収し、競売にかけた。法令の目的は、国富を増やし、新興ブルジョワや中産階級、そして農民の土地所有を進めることだった。また、公的債務の解消を模索していた国庫にとって、願ってもないことだった。富裕層は土地所有を促進する立法を支持した。カルリスタ戦争の中にあった自由主義派の政府にとって、保守的なカルリスタを支持する教会権力をそぐ狙いもあった。
最終的に、数世紀にわたって所有されてきた、スペイン国内の由緒ある修道院の多くが明け渡された。都市部においては、都市中心部に広大な土地を所有する教会や修道院が退去したことで、近代的な都市計画の推進が可能となった。